# Ergínos
Ergínos (řecky Εργίνος, latinsky Erginus) byl v řecké mytologii orchomenský král, syn krále Klymena.
Král Klymenos byl zabit kamenem, který po něm mrštil vozka Thébana jménem Menoikeus. Poté nástupce na orchomenském trůnu Ergínos vytáhl proti Thébám a vynutil si, že Théby mu budou ročně odvádět sto volů. Tato daň sama o sobě by Théby nevyčerpala, ale bylo to zpupné gesto, stvrzující nadvládu Ergína.
Této nadvlády a potupných daní zbavil Théby až hrdina Héraklés. Když se vracel z kithairónského honu, pochytal orchomenské výběrčí daní, uřezal jim ústa, nosy i uši, svázal je a poslal zpět jejich pánovi.
Ergínos opět vytáhl proti Thébám, ale Héraklés ho porazil a zabil. Napříště museli orchomenští vrátit Thébanům dvojnásobek toho, co od nich kdy vybrali. Héraklés poté zůstal v Thébách, od krále Kreonta dostal za manželku jeho dceru Megaru a k tomu půl království.